# Fender Stratocaster
Stratocaster je model elektrické kytary, který v letech 1952 až 1954 navrhli Leo Fender, Bill Carson, George Fullerton a Freddie Tavares.. Společnost Fender Musical Instruments Corporation Stratocaster vyrábí nepřetržitě od roku 1954. Jedná se o kytaru s dvojitým výřezem, s delším horním „rohem“ pro rovnováhu. Spolu s modely Gibson Les Paul, Gibson SG a Fender Telecaster patří k nejtypičtějším modelům kytar. „Stratocaster“ a „Strat“ jsou ochranné známky společnosti Fender. Kytary, které kopírují Stratocaster od jiných výrobců, se někdy nazývají kytary typu S nebo ST. 
Tělo je vyráběno z olšového nebo jasanového dřeva, krk je z javorového dřeva, další varianta je s palisandrovým hmatníkem (viz obrázek). Stratocaster má většinou tři jednocívkové snímače.
V roce 1953, kdy byl uveden na trh pod jménem Stratocaster (název odvozen od slova stratosféra), představoval revoluční nástroj. Obsahoval několik doposud nevídaných konstrukčních řešení. Už samotný tvar těla vzbuzoval u tehdejších hudebníků obdiv, zájem, ale i pohrdání a nedůvěru. Novinkou byl nový typ tremola nazývaný vibrato, jež při častém i hrubším používání drželo ladění nástroje lépe než tehdejší běžná tremola (např. bigsby). Tremolo se skládá z 6 kamenů umožňujících snadné seřízení kytary, vibrapáky, kovového bloku a pružin. Kytara má asymetricky tvarovanou hlavu, což umožňuje přímý tah strun a tím pádem i zlepšení ladění. Mezi revoluční části kytary patří zdířka pro konektor jack 6,3 mm umístěná na přední straně nástroje, či od roku 1977 používaný pětipolohový přepínač snímačů.
Stratocaster používají (používali) slavní kytaristé, jako například David Gilmour, John Frusciante, Eric Clapton, Jimi Hendrix, Ritchie Blackmore, Hank Marvin, Mark Knopfler, Yngwie Malmsteen, Stevie Ray Vaughan, Eddie Van Halen, Dave Murray, Janick Gers, Adrian Smith, Mike Oldfield, George Harrison, Eric Johnson, Dave Navarro a mnoho dalších.
Strat se může používat v jakékoli kytarové hudbě, snímače S-S-S nebo H-S-S mu dodávají kovovější zvuk, než má například Les Paul.
|  |  |  |